# Octave Delaluque
Octave Delaluque (né le 11 septembre 1889 à Intréville et mort le 29 novembre 1931 à Chartres) est un soldat de première classe durant la Première Guerre mondiale. Il sonne le clairon de l'Armistice alors que les combats font encore rage, le 11 novembre 1918, à 11 heures, à Dom-le-Mesnil (Ardennes).

## Biographie

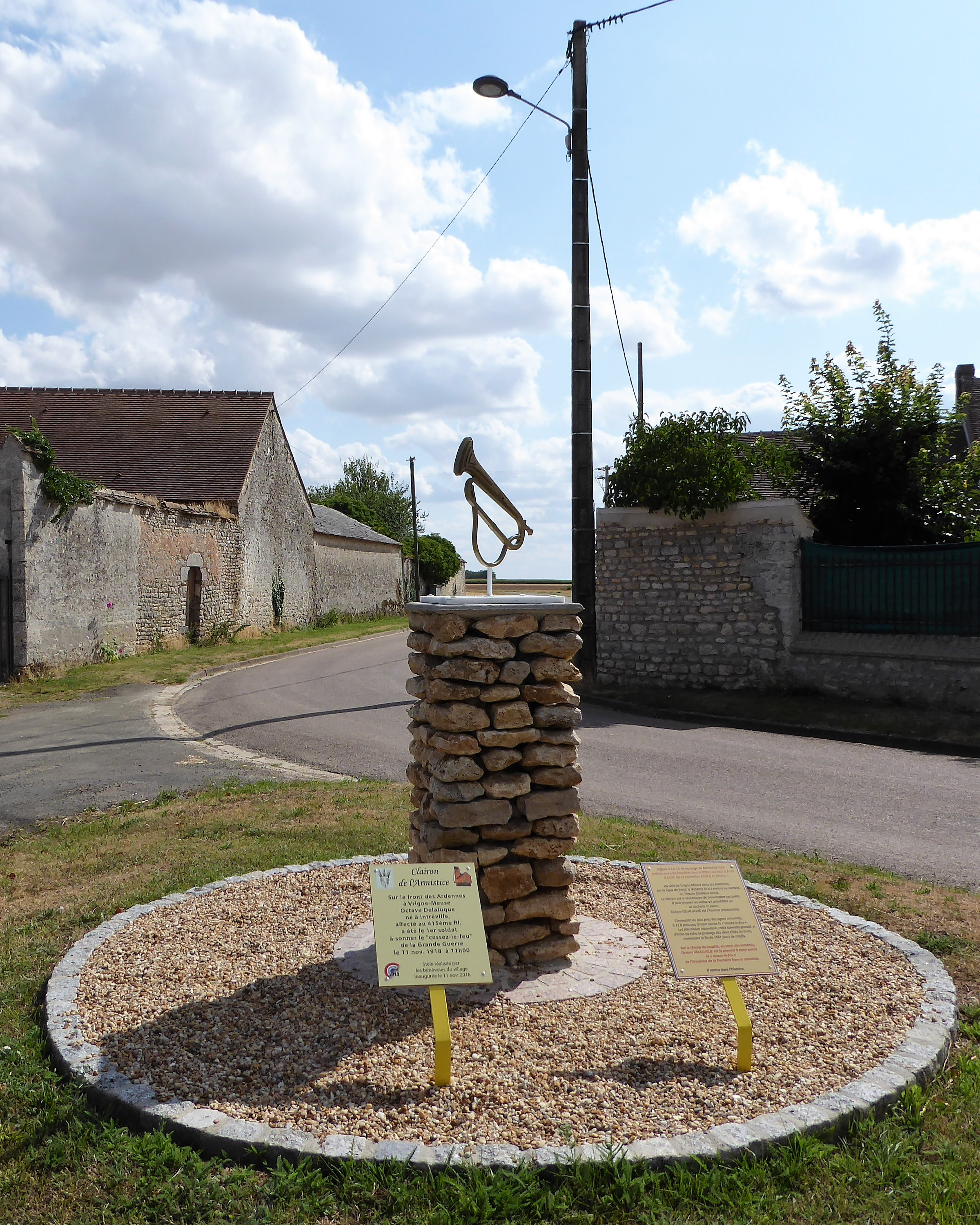
Hommage de la commune d'Intréville à l'enfant du village.

Il est né à Intréville en Eure-et-Loir, il est fils de paysans. Il a trois frères. Les quatre hommes ont participé à la Première Guerre mondiale ; un y est mort.
Octave Delaluque, soldat au 415e régiment, sonne le clairon de l’Armistice dans le village de Dom-le-Mesnil, le 11 novembre 1918 à 11 heures. Les Allemands lui répondent, c'est le début du cessez-le-feu.
Seul clairon à avoir sonné l'armistice sur le front en plein combat, il meurt clochard à Chartres en 1931, selon une recherche de Georges Dommelier, ancien maire de Vrigne-Meuse.
Son clairon a été retrouvé dans un grenier à Gommerville (Eure-et-Loir), grâce à Michel Brice, historien chartrain et à l’écrivain Marie-France Saliège.
À Vrigne-Meuse, en Ardennes, là où il a combattu, une rue porte son nom.